# مانوك مانوكيان
مانوج مانوجيان عالم وأستاذ أرميني-لبناني ويعتبر مؤسس برنامج الفضاء اللبناني. ولد مانوجيان في 29 نيسان عام 1935 في القدس. وانتقل إلى الولايات المتحدة في عام 1956. ووالداه هما نيشان وسربوحي منوجيان.

## الحياة الشخصية والتعليم
نشأ مانوجيان في القدس وتلقى تعليمه في مدرسة المطران بالقدس. حصل مانوجيان على منحة دراسية من جامعة تكساس، وتخرج في عام 1960 بتخصص الرياضيات. وعرضت عليه بعدها جامعة هايكازيان في بيروت وظيفة أستاذ لتدريس الرياضيات والفيزياء، وعينته مستشار هيئة التدريس للنادي العلمي.

## المهنة
تزوج مانوجيان في عام 1960، وانتقل إلى لبنان ليصبح أستاذًا في جامعة هايكازيان.

### برنامج الفضاء اللبناني
أسس مانوجيان جمعية جامعة هايكازيان للصواريخ في شهر تشرين الثاني عام 1960 بميزانية محدودة للغاية. وأطلقت الجمعية سلسلة من الصواريخ على ارتفاعات متزايدة، وحصلت على تمويل من الحكومة اللبنانية لتصبح جمعية الصواريخ اللبنانية. أطلق مانوجيان مع طلابه صاروخًا مداريًا في عام 1963  صاروخ الأرز 4 في  يوم الاستقلال اللبناني بتاريخ 21 تشرين الثاني عام 1963 من ضبية شمال بيروت على بعد 90 ميلاً (140 كم)، وتم إضافته على الطوابع اللبنانية.

### التدريس
عاد مانوجيان إلى الولايات المتحدة في عام 1966 لإكمال درجة الماجستير والدكتوراة في جامعة تكساس، واستمر في مسيرته الأكاديمية في قسم الرياضيات بجامعة جنوب فلوريدا التي لا يزال أستاذًا في قسم الرياضيات فيها. كما أنه يعمل مستشارًا لجمعية طلاب جمعية علوم الطيران والصخور بالجامعة.

## وجهات النظر السياسية
بصفته فردًا من الشتات الأرمني، اشتهر مانوجيان بكتابة مقالات افتتاحية للتعريف بالإبادة الجماعية للأرمن. وهو أيضًا مؤلف مشارك ومنتج مشارك لفيلم وثائقي مدته 4 ساعات بعنوان "عامل الإبادة الجماعية: المأساة الإنسانية"  والذي تم بثه على محطة بي بي إس PBS. بالإضافة إلى ذلك، يؤمن مانوجيان أنه يجب العمل على الصواريخ والعلم من أجل الوسائل السلمية فقط. ونتيجة لذلك، رفض عروضًا مربحة متعددة خلال فترة وجوده في جمعية الصواريخ اللبنانية تسمح باستخدام أعماله لأغراض عسكرية. 

## روابط خارجية
- مانوج مانوجيان على موقع IMDb (الإنجليزية)

- Lebanon’s forgotten space programme, BBC News, 14 November 2013
- Manoug Manougian نسخة محفوظة 13 مايو 2017 على موقع واي باك مشين., University of South Florida
- HU produced the 1st rockets shot in the Arab world, Haigazian University
- The Forgotten Apogee of Lebanese Rocketry نسخة محفوظة 5 سبتمبر 2013 على موقع واي باك مشين., Saudi Aramco World
- The Lebanese Rocket Society, The Daily Telegraph, 9 October 2013
- It is rocket science: USF students build and launch 'em The Tampa Tribune, 21 December 2013
- Lesson ignored: the Armenian Genocide The Tampa Tribune, 15 April 2015
- For too long, Armenian genocide denied The Tampa Times, 23 April 2013
- An address to Armenia The Oracle, 19 October 2010